# Pashtun
I pashtun (anche pathan, afghani o afgani) sono un gruppo etnico-linguistico indoeuropeo iranico che abita in prevalenza l'Afghanistan orientale e meridionale e il Pakistan occidentale, nella regione del Pashtunistan.
I pashtun parlano la lingua pashtu e seguono un codice religioso di onore e cultura indigeno e pre-islamico, il Pashtunwali, integrato nella religione islamica.

## Storia
I pashtun hanno vissuto una storia turbolenta attraverso i vari secoli, durante i quali raramente sono stati uniti politicamente.
Le prodezze militari dei pashtun erano rinomate ai tempi dell'invasione di Alessandro Magno nel IV secolo a.C.
La loro "storia contemporanea" comincia con l'impero Durrani nel 1747.
I pashtun sono stati uno dei pochi gruppi etnici che riuscirono a contrastare l'imperialismo britannico durante il XIX secolo, con Abdul Ghaffar Khan, soprannominato il Gandhi musulmano, fondatore del primo esercito nonviolento della storia: i Khudai Khidmatgar.
Svolsero un ruolo chiave durante l'Invasione sovietica dell'Afghanistan (1979–89), dopo la quale molti di loro diventarono mujaheddin.
I pashtun guadagnarono l'attenzione di tutto il mondo con l'ascesa e la sconfitta dei talebani, poiché erano la componente etnica principale nel movimento. I pashtun oggi svolgono un'azione prominente nella ricostruzione dell'Afghanistan, dove sono il più grande gruppo etnico, e rappresentano un'importante comunità in Pakistan, dove sono il secondo gruppo etnico per dimensioni.

## Popolazione
La popolazione totale del gruppo è stimata in circa 40 milioni, ma un conteggio esatto rimane poco affidabile per la natura nomade di molte tribù, la pratica di isolamento delle donne e le lacune nei censimenti ufficiali tenuti in Afghanistan dal 1979.

## Demografia
La grande maggioranza dei pashtun si trova nell'area tra il Pakistan occidentale (Pakhtunkhwa) e l'Afghanistan sudorientale. Altre comunità pashtun vivono nei Territori del Nord nell'Azad Kashmir e a Karachi, così come in tutto l'Afghanistan.
Ci sono delle comunità minori in Iran ed in India, nonché una grande comunità di lavoratori emigrati nei paesi della penisola arabica.
Importanti centri metropolitani della cultura pashtun includono Peshāwar e Kandahār, oltre a Quetta e Kabul, che sono città etnicamente molto differenti, ma con una maggioranza di popolazione pashtun.
Il Bacha Bazi è un'usanza considerata rigorosamente tabù nel mondo, ma molto diffusa tra i Pashtun. Tuttavia, questa usanza è comune a tutti i popoli dell'Afghanistan, compresi i tagiki e gli hazara.

## Religione
I Pashtun seguono la versione più antica dell'Islam sunnita che viene espressa dal madhhab hanafita – una scuola giuridica tra le più liberali dell'Islam. La Sharīʿa e il Pashtunwali coesistono, ma se viene a crearsi un conflitto fra i due, si seguono sempre le regole del Pashtunwali. Tradizionalmente gli ulema e gli imam sono subordinati ai capi tribù e non hanno potere politico.
Più volte nella storia però alcuni mullah hanno cercato di porsi al di sopra del Pashtunwali e di conquistare il potere politico facendo leva sulla religione, ma di solito sono stati messi a tacere dai capi tribù.
Tuttavia, negli anni settanta e ottanta i mullah sono stati armati e finanziati dalle potenze esterne che volevano cacciare i Sovietici dall'Afghanistan. Tra essi si ricordano i Talebani.